# Palais Barozzi
Pour les articles homonymes, voir Barozzi.
Le palais Barozzi ou Barozzi Emo Treves de Bonfili est un palais de Venise, à l'angle du Rio de San Moisè, sur le Grand Canal.

## Historique
La famille Barozzi, présente dans la paroisse de San Moisé depuis le XIIe siècle, avait plusieurs palais à Venise. Le fait que plusieurs rues, cours et ponts des environs portent le nom de cette famille prouve que son établissement dans cette partie de la ville remonte à une époque très ancienne.
L’actuel palais, appelé aujourd’hui palais Barozzi Emo Treves de Bonfili, se dresse en un lieu où existait la Ca’ Grande (la Grande Maison) qui fut construite en 1164 pour Domenico Barozzi. Ce premier palais était en face d’un autre édifice, appartenant également aux Barozzi et qui fut rasé en 1310 à la suite de la participation de deux membres de la famille dans la conspiration de Bajamonte Tiepolo. Les Barozzi conservèrent ce palais dans leur descendance jusqu'en 1827, date à laquelle il fut vendu à la famille Treves.
Le palais Bauer Grünwald, aujourd’hui transformé en hôtel de luxe, appartenait également aux Barozzi.

## Description
Le plan de Venise de Barbari en 1500 montre que le palais était crénelé, à plusieurs étages et garni de deux tours carrées. Au début du XVIIe siècle, la famille décida d’en modifier l’aspect et confia cette restructuration à l’architecte Bartolomeo Manopola.
Au XIXe siècle, les banquiers Treves ne modifièrent qu'à peine l'extérieur du palais, se contentant seulement de restructurer l'annexe sur le Grand Canal restée inachevée depuis l'intervention de Manopola et où ils installèrent leur riche collection d'œuvres d'art. Sans en changer vraiment la disposition, la famille Treves fit redécorer et remeubler entièrement la demeure dans un goût néoclassique par le décorateur Giuseppe Borsato accompagné de Silva.
Deux statues de Canova furent installées dans une antichambre monumentale faisant face au Grand Canal.